# Jakov Gojun
Jakov Gojun (ur. 18 kwietnia 1986 w Splicie) – chorwacki piłkarz ręczny, reprezentant kraju, występujący na pozycji obrotowego. Obecnie występuje w Liga ASOBAL, w drużynie Atlético Madryt. Brązowy medalista olimpijski 2012 z Londynu.

## Sukcesy

### reprezentacyjne
- Igrzyska Olimpijskie:
  -  2012
- Mistrzostwa Świata:
  -  2009
- Mistrzostwa Europy:
  -  2010
  -  2012

### klubowe
- Mistrzostwa Chorwacji:
  -  2010, 2011, 2012
- Puchar Chorwacji:
  -  2010, 2011, 2012
- Klubowe Mistrzostwa Świata:
  -  2012